# Дионисий Глушицкий
Дионисий Глушицкий (1363 — 1 июня 1437) — святой Русской церкви, почитается в лике преподобных. Основатель и игумен нескольких монастырей на реке Глушице в Вологодской области, иконописец.

## Жизнеописание
Родился в окрестностях Вологды, в крещении назван Димитрием. Поступил в Спасо-Каменный монастырь, в 1382 году пострижен в монахи. Через 9 лет ушёл в запустевший монастырь на Святой Луке, который восстановил и провёл в нём некоторое время. В 1400 году ушёл из монастыря на Святой Луке и основал в 15 верстах от него Покровский монастырь на реке Глушице. В 1420 году в 4 верстах от Покровского монастыря основал Сосновецкую пустынь. Умер в возрасте 74 с половиной лет.
Канонизирован Макарьевским собором в 1547 году; память совершается 1 (14) июня шестеричным богослужением и 12 (25) октября. Церковная служба преподобному Дионисию была составлена в 1548 году. С середины XVI века появляются иконописные изображения преподобного Дионисия.

## Житийные источники
Биография Дионисия Глушицкого известна по «Сказанию о Спасо-Каменном монастыре», составленном Паисием Ярославовым около 1481 года и Житию, написанному иноком Иринархом около 1495 года.

## Иконопись

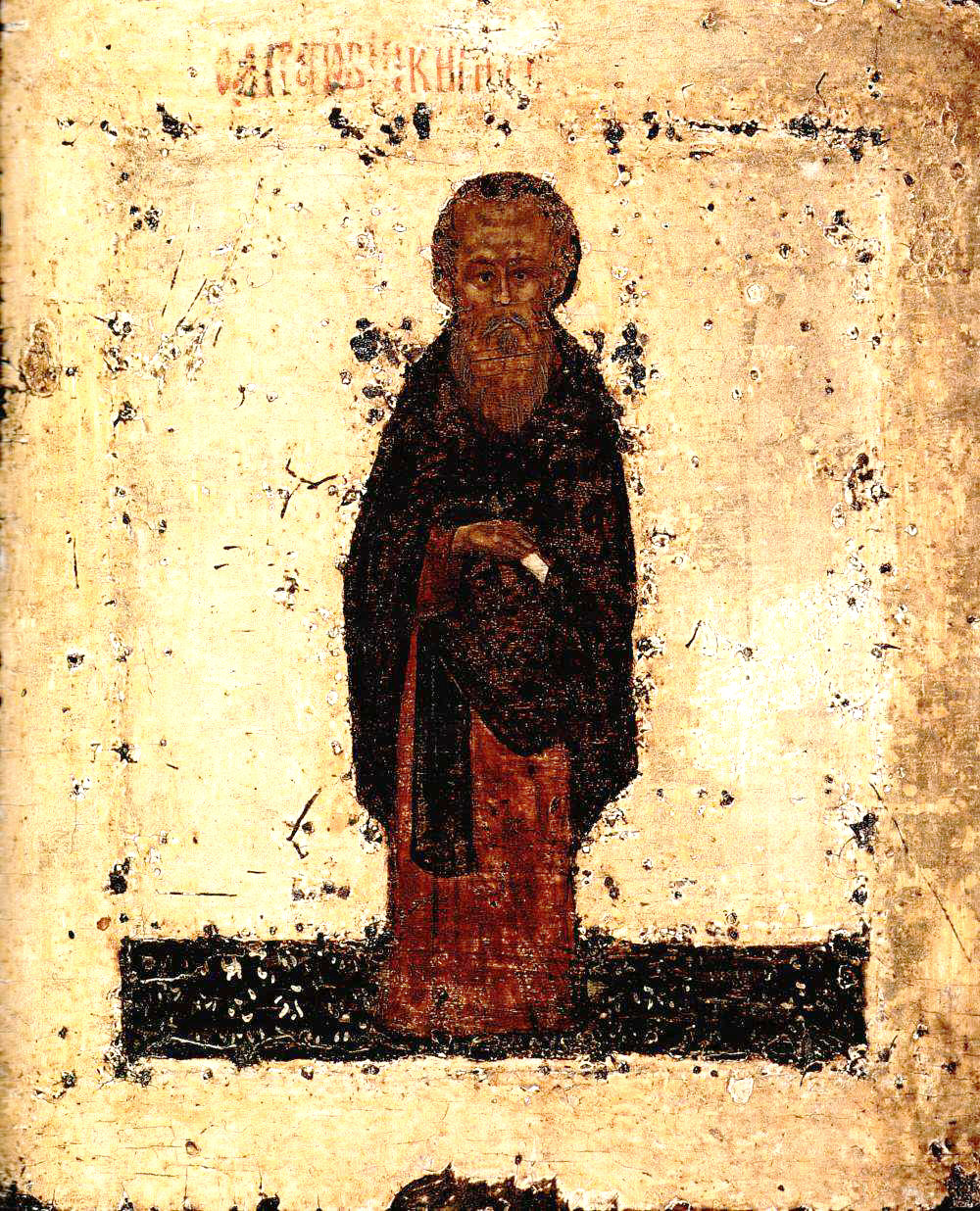
Икона письма Дионисия Глушицкого. Кирилл Белозерский. 1424(?) г. Третьяковская галерея

Согласно житиям, Дионисий Глушицкий занимался переписыванием книг, шитьём одежд, плотницкими и кузнечными работами, а также иконописью. Сегодня Дионисий более всего известен как иконописец. В XIX веке кисти Дионисия Глушицкого приписывали множество икон. Так, местная традиция Романова-Борисоглебска приписывала ему почитаемую в городе икону «Спас Борисоглебский». Часть из ныне сохранившихся икон исследователи атрибутируют как произведения другого Дионисия — знаменитого московского иконописца (к примеру, житийную икону Димитрия Прилуцкого); часть датируется более поздним временем создания и не могут принадлежать авторству Дионисия Глушицкого; атрибуция некоторых икон спорна.
Наиболее известна прижизненная икона-портрет Кирилла Белозерского из Кирилло-Белозерского монастыря, находящаяся сейчас в экспозиции Государственной Третьяковской галереи (инв. № 28835). Надпись на киоте, в котором находилась икона, гласила:

Образ чудотворца Кирилла списан преподобным Дионисием Глушицким, ещё живу сущу чудотворцу Кириллу, в лето 6932. Сделан сий кивот в дом пречистыя и чудотворца Кирилла в лето 7122 по благословению игумена Матфея в славу Богу, аминь.